# Harry Jefferson
Harry Jefferson (Bombaim, 9 de março de 1849 — Minehead, 23 de junho de 1849) foi um velejador britânico, campeão olímpico. Ele participou dos Jogos Olímpicos de Verão de 1900 e conquistou a medalha de ouro na segunda corrida disputa na classe 3 – 10 t a bordo do Bona Fide ao lado de Howard Taylor e Edward Hore. Em 1885, Jefferson fundou a firma de ações Wedd Jefferson em parceria com George Wedd.